# クリスティアーン・エイクマン
クリスティアーン・エイクマン（Christiaan Eijkman, 1858年8月11日ネイケルク - 1930年11月5日ユトレヒト）は、オランダの医師、生理学者、衛生学者。

## 生涯
1875年にアムステルダム大学の軍事医学部の学生となり、その後アムステルダム大学で教員を務めながら研究を続け、1883年に同大学で博士号を取得。1898年からユトレヒト大学の教授を務めた。貧弱な食生活が脚気の原因になることを実証し、ビタミンの発見への道標を与えた近代栄養学の先駆者。1929年、フレデリック・ホプキンズと共にノーベル生理学・医学賞を受賞。
エイクマンは脚気の研究のためにインドネシアへ赴いたが、脚気の原因を発見したきっかけは思いがけないものであった。研究室の何羽かのニワトリの餌を一時的に変えてみた所、症状が現れたことに気が付いた。彼はその後、玄米に含まれる特定の食事成分が精米には含まれていないことを断定した。

## 親族
兄のヨハン・エイクマンは薬学者で、1877年から1885年まで日本政府のお雇い外国人として『日本薬局方』の制定など日本の薬学発展に貢献した。